# Klaus Petrus
Klaus Petrus (* 25. September 1967 in Naters) ist ein Schweizer Philosoph und Journalist. Er war Professor für Philosophie an der Universität Bern in der Schweiz.

## Leben
Klaus Petrus studierte von 1987 bis 1992 Philosophie an der Universität Bern. 1995 wurde er promoviert und 2005 habilitierte er sich in Philosophie. Danach lehrte er als Privatdozent in Bern und hatte Gastprofessuren in Bern, Basel und Zürich inne. Von 2008 bis 2012 war er SNF-Professor für Philosophie an der Universität Bern.
Petrus arbeitet seit 2014 freischaffend als Reporter und Fotojournalist und ist seit 2019 Redakteur beim Magazin Surprise. Er lebt in Biel.
Zu seinen philosophischen Schwerpunkten gehörten Sprachphilosophie und Human-Animal Studies. Als Fotojournalist und Reporter berichtet Petrus aus der Schweiz, dem Balkan, Nahen Osten und der Subsahara über Armut und Obdachlosigkeit, Hunger, Kriege und Migration. 

## Auszeichnungen
- 2023 3. Platz Swiss Press Photo Award[3][11]
- 2022 1. Platz Swiss Press Photo Award[3][12]

## Veröffentlichungen (Auswahl)
Bücher
- 2025: Spuren der Flucht, Aswad, ISBN 978-3-033-10854-7
- 2023: Am Rand: Reportagen und Porträts, Christoph Merian Verlag, ISBN 978-3-85616-988-6
- 2013: Tierrechtsbewegung: Geschichte | Theorie | Aktivismus, (unrast transparent – bewegungslehre), Unrast Verlag, ISBN 978-3-89771-118-1
- 2003: On Human Persons, Ontos Verlag, Berlin/Boston : De Gruyter, ISBN 978-3-11-032465-5
- 1997: Genese und Analyse: Logik, Rhetorik und Hermeneutik im 17. und 18. Jahrhundert, De Gruyter, ISBN 978-3-11-015394-1

Mitwirkung
- 2015: Lexikon der Mensch-Tier-Beziehungen (Human-Animal Studies), Transcript Verlag, Bielefeld, 482 Seiten, ISBN 978-3-8376-2232-4
- 2013: Animal Minds & Animal Ethics: Connecting Two Separate Fields, (Human-Animal Studies), Bielefeld : Transcript, ISBN 978-3-8376-2462-5
- 2010: Meaning and Analysis: New Essays on Grice, ISBN 978-1-5015-0423-5
- 2003: Monism (Philosophical Analysis S.), Ontos Verlag, ISBN 978-3-937202-19-8